# 教宗波尼法爵五世
教宗博義五世（拉丁語：Bonifacius PP. V；？—625年10月25日）原名不詳，於619年12月23日至625年10月23日為教宗。他於那不勒斯出生。

## 譯名列表
- 五世：香港天主教教區檔案　歷任教宗作。
- 五世：天主教香港教區禮儀委員會：禧年專頁 （页面存档备份，存于）、廣播電台作。
- 卜尼法斯五世：《大英簡明百科知識庫》2005年版[永久]、中國大百科智慧藏[永久]、《世界人名翻譯大辭典》1993年版作卜尼法斯。
- 朋尼非斯五世：國立編譯??[永久]作朋尼非斯。
- 博尼法斯五世：《世界人名翻譯大辭典》1993年版作卜尼法斯。
- 博尼費斯五世、博尼费斯五世：《世界人名翻譯大辭典》1993年版作博尼費斯。
- 博尼費切五世、博尼费切五世：《世界人名翻譯大辭典》1993年版作博尼費切。